# Augusta Anhalt-Dessau
Amalia Augusta (ur. 18 sierpnia 1793 w Dessau, zm. 12 czerwca 1854 w Rudolstadt) – księżniczka Anhalt-Dessau z dynastii askańskiej, poprzez małżeństwo księżna Schwarzburg-Rudolstadt.
Urodziła się jako córka następcy Anhalt-Dessau księcia Fryderyka i jego żony księżnej Amalii. W państwie tym panował wówczas jej dziadek Leopold III.
15 kwietnia 1816 w Rudolstadt poślubiła księcia Schwarzburg-Rudolstadt Fryderyka Gintera. Para miała trzech synów:
- księcia Fryderyka Gintera (1818–1821)
- księcia Gintera (1821–1845)
- księcia Gustawa (1828–1837)